# PCL-181
PCL-181 — 155-мм колёсная самоходная артиллерийская установка (САУ), производимая китайской компанией Norinco. Состоит на вооружении Сухопутных войск Народно-освободительной армии Китая и поставляется в другие страны под экспортным названием SH-15.

## История
PCL-181 была впервые замечена в 2017 г.
В 2019 г несколько САУ участвовало в военном параде, проводившемся в Пекине В 2020 г. появилось сообщение о том, что некоторое количество этих гаубиц уже поступило в войска КНР.
В начале 2022 г стало известно о том, что Пакистан получил первую партию из заказанных им SH-15.

## Конструкция
PCL-181 оснащена 155-мм орудием с длиной ствола 52 калибра. Конструкция гаубицы включает противооткатное устройство, люльку, досылатель, ствол с полуавтоматическим вертикальным клиновым затвором и дульным тормозом.
САУ получила автоматическую систему управления огнём. Компьютер корректирует высоту и азимут орудия. Возможно ручное управление. Имеются прицел, цифровой дисплей в кабине, встроенный в шасси дисплей слева от орудия, устройство спутникового позиционирования (Бэйдоу), лазерный гироскоп, баллистическая РЛС и другие приборы. Скорострельность PCL-181 достигает 6 выстрелов в минуту. Предусмотрены не только навесные, но и настильные траектории, а также стрельба прямой наводкой.
Корпорация Norinco разработала на базе «Краснополя» линейку управляемых снарядов GP155. Снаряды с лазерным наведением GP155 и GP155A выстреливаются на расстояние 20 км и 25 км. Снаряды GP155B со спутниковым наведением бьют на дальность 35 км. Один из вариантов GP155 получил опускаемый на парашюте самоприцеливающийся боевой элемент. Norinco производит и обычные неуправляемые осколочно-фугасные снаряды семейства ERFB. Снаряд ERFB-BB, выпущенный из PCL-181, летит на максимальную дальность 40 км. Активно-реактивная модификация этого снаряда ERFB-BB-RA преодолевает дистанцию 53 км. По некоторым данным, для PCL-181 создан особый реактивный снаряд длиной два метра, который имеет повышенную дальность стрельбы, достигающую 72 км.
По бокам от орудия вмонтированы в шасси 4 ящика с закрытыми крышками цилиндрическими отверстиями для 60 единиц боекомплекта (снарядов и зарядов к ним).
155-мм пушка установлена на шасси полноприводного шестиколёсного грузовика Taian или Shaanxi. Шасси имеет гидропневматическую подвеску. Установлен дизельный двигатель мощностью около 400 л. с.. PCL-181 во время стрельбы фиксируется двумя опорами с гидравлическими приводами. Концы опор опускаются в выкопанные для них ямы.
В кабине есть четыре двери. С её правой стороны оборудованы места для трёх членов экипажа, с левой стороны имеются места не менее, чем для двух человек, но не более трёх. В окнах установлены пуленепробиваемые стёкла. Стальная броня кабины защищает экипаж от осколков и пуль неизвестного калибра.

## Служба
PCL-181 не использовалась в военных действиях, поэтому её реальная боевая эффективность неизвестна.
Эта САУ неоднократно принимала участие в различных военных учениях. Стрельбы чаще всего производились неуправляемыми снарядами. Для целеуказания использовались БПЛА и переносные лазерные терминалы. Гаубицы добились попаданий в стационарные и движущиеся цели.

## Оценка

### Положительные отзывы
Официальные военные СМИ КНР сообщают, что новая колёсная гаубица превосходит гусеничную САУ PLZ-05 по ряду показателей: мобильности, транспортабельности, простоте обслуживания и дешевизне. PCL-181 может своим ходом проехать по большинству дорог и мостов Китая, чего не скажешь про PLZ-05. Для переброски по воздуху PCL-181 не требуются тяжёлые транспортные самолёты Ил-76 и Y-20, достаточно средних самолётов Y-9 .
PCL-181 переводится в боевое положение и прицеливается в несколько раз быстрее, чем буксируемые пушки-гаубицы калибра 152-мм. От получения приказа до открытия огня проходит одна минута. За вторую минуту PCL-181 расходует 6 снарядов. В течение третьей минуты она сворачивается и покидает позицию.

### Критика
В одном из репортажей о проводимых китайской армией стрельбах был показан сбой в работе досылателя. О распространённости этого дефекта сведений нет. В других видеоотчётах досылатели работали исправно.

## На вооружении
- Китай: 600 (2023 г.)[18].
- Пакистан: более 56 (2023 г.)[16].
- Эфиопия: 32 (2023 г.)[19].

В Китае состоит на вооружении артиллерийских бригад и артиллерийских полков сохранившихся дивизий. C 2023 года поступает в распоряжение корпуса морской пехоты ВМС НОАК. Размещается в горных регионах, а также в районах с развитой дорожной сетью. Приходит на замену буксируемой 152-мм пушке-гаубице PL-66 (копия Д-20) и 130-мм пушке Тип 59-1. НОАК решила полностью избавиться от артиллерии этих калибров.